# 上海医科大学
上海医科大学（シャンハイいかだいがく）は、中国上海にある中国一流の医科大学。略称は「上医大」。校訓は「正誼明道」。2000年合併により復旦大学上海医学院となった。

## 沿革
- 1927年、上海の呉淞で国立第四中山大学が創立、そして中国国立大学の第一所医学院、初代院長は顔福慶博士。
- 1928年2月、第四中山大学が国立江蘇大学と改名。5月、再び国立中央大学と改名。医学院もこれにともなって江蘇大学医学院、中央大学医学院と改名する。
- 1932年、国立中央大学医学院が独立し中国で唯一の国立医学院である「国立上海医学院」となる。
- 1936年、楓林新校舍と中山医院ができる。
- 1937年、疎開で雲南の昆明の白龍潭に移る。
- 1940年、転転とし四川の重慶の歌楽山に移る。当時の院長は朱恒壁。
- 1946年、終戦で上海に復帰。
- 1952年、「上海第一医学院」と改名。
- 1956年、分離により重慶医学院（現重慶医科大学）が成立。
- 1959年、全国16ヵ所重点高等学府に指定される。
- 1985年、「上海医科大学」に改名。
- 1994年、中国21世紀重点建設100所大学計画の審査を通り100校に選ばれる。
- 2000年、上海医科大学と復旦大学が合併し復旦大学楓林キャンパスとなり、歴史的な名前である「上海医学院」が保存された。

## 校歌
（詞：黄炎培）
人生意義何在乎？為人群服務、
服務価値何在乎？為人群滅除痛苦。
可喜！可喜！病日新兮、医亦日進、
可惧！可惧！医日新兮、病亦日進。
噫---
其何以完我医家責任？！
歇浦兮湯湯、古塔兮朝陽、
院之旗兮飄掲、院之宇兮輝煌！
勗哉諸君、
利何有？功何有？
其有此亜東幾千万人托命之場！

## 部門
2000年に復旦大学と上海医科大学が合併した後に公共衛生学院、護理学院、薬学院が独立した。基礎医学院が新たに上海医学院となった。

### 系（学科）
- 内科学系（内科） 外科学系（外科） 児科学系（小児科）
- 婦産科学系（産婦人科） 眼科学系（眼科） 耳鼻喉科学系（耳鼻咽喉科）
- 臨床診断学系（臨床診断科） 精神衛生学系（精神衛生科） 皮膚病与性病学系（皮膚・性病科）
- 健康与運動医学系（健康・運動学科） 影像医学系（影像科） 神経病学系（神経科）
- 麻酔学系（麻酔科） 全科医学系 口腔医学系（口腔科）
- 腫瘤学系（腫瘍科） 中西医結合系（中国医学と西洋医学の学際研究） 解剖与組織胚胎学系（解剖・組織胚胎科）
- 病理学系（病理科） 生理与病理生理学系（生理・病理生理学科） 薬理学系（薬理科）
- 生物化学与分子生物系（生物化学・分子生物学科） 細胞与遺伝医学系（細胞・遺伝学科） 免疫学系（免疫科）
- 病原生物学系（病原生物学科） 法医学系（法医学科） 神経生物学系（神経生物学科）

### 室所中心（研究室）
- 分子病毒実験室（分子ウィルス実験室） 分子遺伝実験室 分子生物実験室
- 形態学科教学実験室 功能学科教学実験室 基因研究中心（病因研究センター）
- 数字医学研究中心（データ研究センター） 電子顕微鏡中心実験室（電子顕微鏡センター実験室） 臨床技能学習中心（臨床技能学習センター）

### 国家重点学科
生物学
- 神経生物学
- 生理与病理生理学
- 基礎医学 人体解剖与組織胚胎学
- 病原生物学
- 病理学

臨床医学 内科学（心血管病）
- 内科学（腎病）
- 内科学（伝染病）
- 児科学
- 神経病学
- 影像医学与核医学
- 外科学（普外科）
- 外科学（骨科）
- 外科学（泌尿器科）
- 外科学（神経外科）
- 眼科学
- 耳鼻咽喉科学
- 腫瘍学

中西医結合
- 中西医結合基礎
- 中西医結合臨床

### 附属病院
中山医院
華山医院
腫瘤医院
婦産科医院
眼耳鼻喉科医院
児科医院